# Lubosina (przystanek kolejowy)
Lubosina – przystanek kolejowy w województwie wielkopolskim w Polsce.